# Elsterberg
Elsterberg é um município da Alemanha, situado no distrito de Vogtlandkreis, no estado da Saxônia. Tem 25,1 km² de área, e sua população em 2019 foi estimada em 3.925 habitantes.